# Darlene
Darlene de Souza Reguera (São José do Rio Preto, 11 de janeiro de 1990) é uma futebolista profissional brasileira que atua como meio-campista. Atualmente, joga no Flamengo.

## Carreira
Darlene fez parte do elenco da Seleção Brasileira de Futebol Feminino, nos Jogos Pan-americanos de 2015. 